# Paul Jannasch

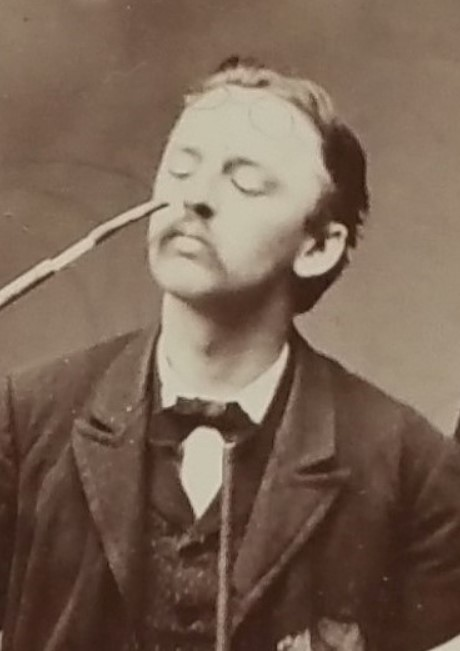
Jannasch in Göttingen

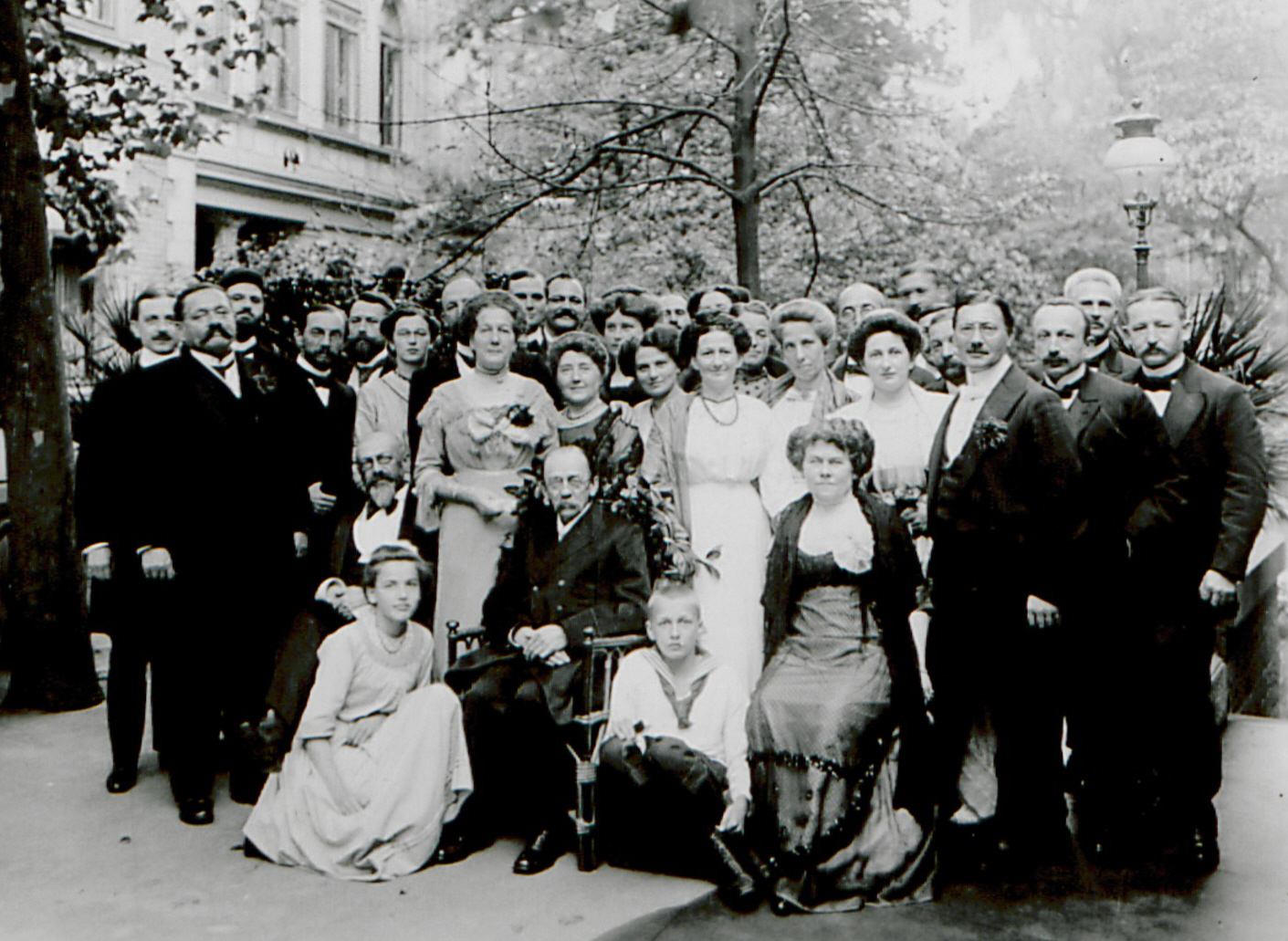
Jannasch in Heidelberg

Paul Ehrhardt Jannasch (* 2. Oktober 1841 in Deutsch-Ossig; † 20. März 1921 in Heidelberg) war ein deutscher Chemiker (Organische Chemie, Analytische Chemie).
Jannasch studierte ab 1863 Chemie in Leipzig, Breslau, Greifswald und Halle. Er war Assistent an der landwirtschaftlichen Akademie Proskau und wurde 1869 in Göttingen promoviert. Er wurde dort Assistent, habilitierte sich 1883 und ging mit seinem Chef Victor Meyer 1889 an die Universität Heidelberg. Dort wurde er außerordentlicher Professor und Leiter des analytischen Labors und 1918 ordentlicher Professor (ein Jahr vor seinem Ruhestand).
Er begann in organischer Synthese und stellte 1870 mit Rudolph Fittig Tetramethylbenzol dar, das erste bei Raumtemperatur feste alkylierte Benzol, von ihnen Durol genannt. Später befasste er sich mit Analytik und klärte zum Beispiel die Zusammensetzung von Topas und Turmalin. Er entwickelte einen oxidierenden Aufschluss von Sulfiderzen im Sauerstoffstrom und einen Aufschluss von Silikaten mit wasserfreier Borsäure und führte Wasserstoffperoxid in die Analytik ein z. B. zur Abtrennung von Mangan- und Chrom-Kationen.
Im Jahr 1888 wurde er zum Mitglied der Leopoldina gewählt. 1909 wurde er außerordentliches Mitglied der Heidelberger Akademie der Wissenschaften.
Er war der Sohn von Johann Moritz Jannasch, Gutsbesitzer zu Ober-Deutsch-Ossig, und Vater von Adolf Jannasch.

## Publikationen
- Praktischer Leitfaden der Gewichtsanalyse, Heidelberg 1896, 2. Aufl. 1903; Nachdruck Nabu Press 2010